# Lucilia nigrocoerulea
Lucilia nigrocoerulea är en tvåvingeart som beskrevs av Macquart 1843. Lucilia nigrocoerulea ingår i släktet Lucilia och familjen spyflugor.
Artens utbredningsområde är Réunion. Inga underarter finns listade i Catalogue of Life.